# El último tren
El último tren (també Corazón de fuego o Los durmientes) és una pel·lícula de 2002 coproduïda per Uruguai, Argentina i Espanya. Dirigida per Diego Arsuaga, és una comèdia dramàtica protagonitzada per Federico Luppi, Héctor Alterio, Pepe Soriano i Gastón Pauls. La pel·lícula es va exhibir en diversos festivals, com el Festival Internacional de Cinema de Mont-real (Canadà), el Festival Internacional de Cinema de Palm Springs (Estats Units), el Cinémas d'Amérique Latine de Tolosa (França), el Festival Internacional de Cinema de Copenhaguen (Dinamarca) i el Festival de Cinema d'Hamburg (Alemanya).

## Sinopsi
La notícia de la compra d'una històrica locomotora uruguaiana del segle xix per un estudi de Hollywood és motiu d'orgull per a molts uruguaians, encara que no és ben rebuda pels veterans membres de l'associació Amics del Riel, qui, decidits a boicotejar el trasllat de la locomotora als Estats Units i moguts per la consigna «el patrimoni no es ven», segresten la màquina i es llancen a recórrer les vies de l'interior del país. Mentre són perseguits per les autoritats, troben la solidaritat dels pobles aïllats i abandonats per la falta d'un mitjà de transport que per als passatgers fa temps va deixar de funcionar.

## Protagonistes
- Federico Luppi (Pepe)
- Héctor Alterio (el profesor)
- Pepe Soriano (Dante)
- Gastón Pauls (Jimmy Ferreira)

## Premis
- Goya a la millor pel·lícula estrangera de parla hispana (2002):[4]
- Festival Internacional de Cinema de Mont-real (2002): premi Bélanger Sauvé al millor llargmetratge llatinoamericà, Diego Arsuaga; millor guió, Diego Arsuaga; premi du jury œcuménique, Diego Arsuaga.
- Setmana Internacional de Cinema de Valladolid (Seminci; 2002):[5]
- premi Pilar Miró al millor director novell;
- premi Millor Actor (ex aequo) al tercet Luppi-Alterio-Soriano;
- premi del Públic a la millor pel·lícula.
- Associació de Crítics de Cinema de l'Uruguai (2002): millor pel·lícula uruguaiana.
- Premi Ariel, Mèxic (2003): millor pel·lícula llatinoamericana.
- Festival de Gramado (2003): Premi del Jurat Popular i Premi Especial del Jurat en la competició Llargmetratges Llatins.
- Festival de Cinema de Lima (2003).

### Altres nominacions
- Festival Internacional de Cinema de Mont-real (2002): Gran Premi des Amériques, Diego Arsuaga.
- Setmana Internacional de Cinema de Valladolid (2002): Espiga d'Or, Diego Arsuaga.
- Associació de Cronistes Cinematogràfics de l'Argentina (2003): Còndor de Plata al millor actor, Héctor Alterio i Pepe Soriano, i a la millor música, Hugo Jasa.